# Тімоті Мек
Тімоті Мек (англ. Timothy Mack; нар. 15 вересня 1972, Клівленд) — американський легкоатлет, що спеціалізується на стрибках з жердиною, олімпійський чемпіон 2004 року.

## Кар'єра
| Рік             | Змагання                         | Місто               | Місце           | Примітки        |                 |
| Представник США | Представник США                  | Представник США     | Представник США | Представник США | Представник США |
| --------------- | -------------------------------- | ------------------- | --------------- | --------------- | --------------- |
| 2001            | Чемпіонат світу                  | Едмонтон, Канада    | 9               | 5.75 м          |                 |
| 2002            | Всесвітній легкоатлетичний фінал | Париж, Франція      | 5               | 5.55 м          |                 |
| 2003            | Чемпіонат світу                  | Париж, Франція      | 6               | 5.70 м          |                 |
| 2004            | Олімпійські ігри                 | Афіни, Греція       | 1               | 5.95 м          |                 |
| 2004            | Всесвітній легкоатлетичний фінал | Монте-Карло, Монако | 1               | 6.01 м          |                 |
| 2005            | Всесвітній легкоатлетичний фінал | Монте-Карло, Монако | 6               | 5.60 м          |                 |
| 2010            | Чемпіонат світу в приміщенні     | Доха, Катар         | 14 (кв.)        | 5.45 м          |                 |